# Moritz Regula
Moritz Regula  (* 10. Jänner 1888 in Graz; † 3. Oktober 1977 ebenda) war ein österreichischer Romanist und Sprachwissenschaftler.

## Leben
Regula promovierte 1911 in Graz mit der Arbeit Les fables de Phèdre comparées avec les imitations de La Fontaine. Etudes relatives à la critique des fables de La Fontaine (2 Bde., Hohenelbe 1913-1914, 70+78 S.) und war bis 1920 Gymnasiallehrer in Hohenelbe (drei Jahre Kriegsdienst). Von 1920 bis 1945 unterrichtete er am Deutschen Realgymnasium in Brünn. Dann ging er zurück nach Graz, unterrichtete dort an der Mittelschule und wurde Lehrbeauftragter, später Professor, an der Universität Graz.

Regula publizierte Bücher zum Französischen, Italienischen und Deutschen und zahlreiche Aufsätze in Zeitschriften wie Zeitschrift für romanische Philologie und Zeitschrift für französische Sprache und Literatur. Er wurde ins Japanische übersetzt.

Regula  war Träger des Silbernen Ehrenzeichens der Republik Österreich und des Ehrenkreuzes für Wissenschaft und Kunst Erster Klasse.

## Werke
- Über die modale und psychodynamische Bedeutung der französischen Modi im Nebensatz mit besonderer Berücksichtigung der Meinong'schen Annahmentheorie. Ein Beitrag zur Sprachseelenforschung. in: Zeitschrift für romanische Philologie 45, 1926, S. 129–198
- Französische Sprachlehre auf biogenetischer Grundlage für Realgymnasien, Realschulen und verwandte Lehranstalten.  Reichenberg 1931
- Précis de Grammaire Française sur une base historique et psychologique pour les classes supérieures de l'enseignement secondaire allemand en Tchécoslovaquie. Reichenberg 1936
- (mit H. Stanger und H. Stern) Die französische Sprache. Lehr- und Lesebuch, Reichenberg 1936
- (Hrsg.) Alphonse Daudet: Lettres de mon moulin Brünn 1938
- Grundlegung und Grundprobleme der Syntax. Heidelberg 1951 (japanisch 1958)
- Historische Grammatik des Französischen. Bd. I, Lautlehre. Bd. II, Formenlehre. Bd. III, Syntax, 3 Bde., Heidelberg 1955-1956-1966 (japanisch 1957ff)
- Grammaire française explicative. Heidelberg 1957
- (mit Josip Jernej) Grammatica italiana descrittiva su basi storiche e psicologiche. Bern  1965, 1975
- Kurzgefasste erklärende Satzkunde des Neuhochdeutschen. Bern 1968